# Башуки
Башуки́ — село в Україні, у Лопушненській сільській громаді Кременецького району Тернопільської області. Розташоване на річці Добринь, на півдні району. До 2020 центр сільської ради, якій було підпорядковане село Новий Олексинець.
До села приєднано хутір Галяси. Населення — 919 осіб (2001); 505 осіб (2025).

## Історія
Перша писемна згадка — 1583 як власність А. Вишневецького.
На 1936 рік село входило до ґміни Старий Олексинець Кременецького повіту.
12 червня 2020 року, відповідно до розпорядження Кабінету Міністрів України № 724-р «Про визначення адміністративних центрів та затвердження територій територіальних громад Тернопільської області», увійшло до складу Лопушненської сільської громади.
19 липня 2020 року, в результаті адміністративно-територіальної реформи та ліквідації Кременецького (1940-2020) району, село увійшло до складу новоутвореного Кременецького району.

## Населення
За даними перепису населення 2001 року мовний склад населення села був таким:
| Мова       | Число ос. | Відсоток |
| ---------- | --------- | -------- |
| українська |           | 98,15    |
| угорська   |           | 1,74     |
| російська  |           | 0,11     |

## Пам'ятники
Споруджено:
- пам'ятник воїнам-односельцям, полеглим у німецько-радянській війні (1969)
- пам'ятник-хрест воїнам УПА (липень 1992)

## Соціальна сфера
Діють загальноосвітня школа І-ІІ ступенів, будинок культури, бібліотека, ФАП.
19 вересня 2020 року в селі збудовано та освячено новий храм на честь Архистратига Божого Михаїла.

## Відомі особистості
В поселенні народився:
- Кулька Тетяна Іванівна — українська співачка.

## Галерея

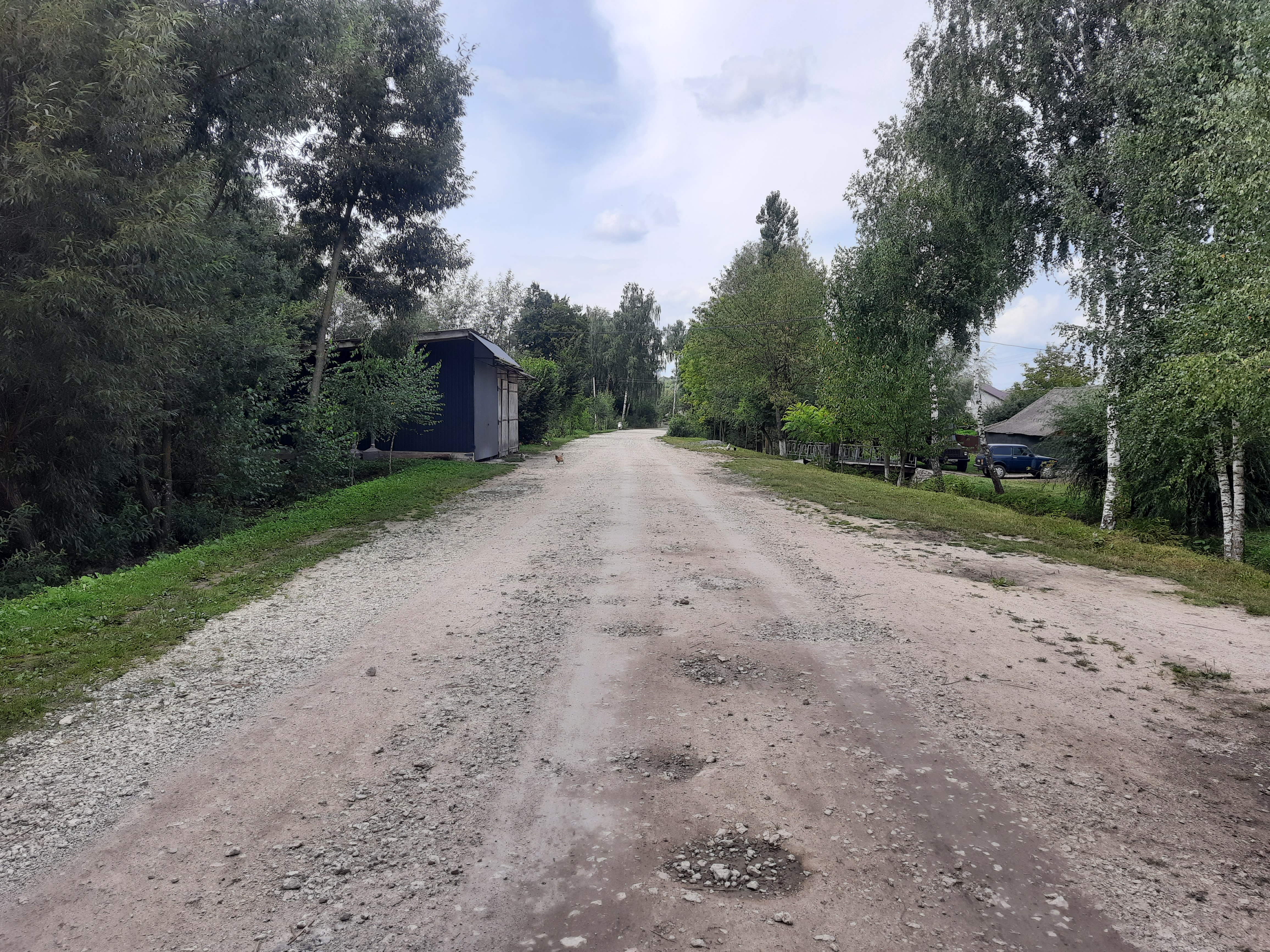
Сільська вулиця
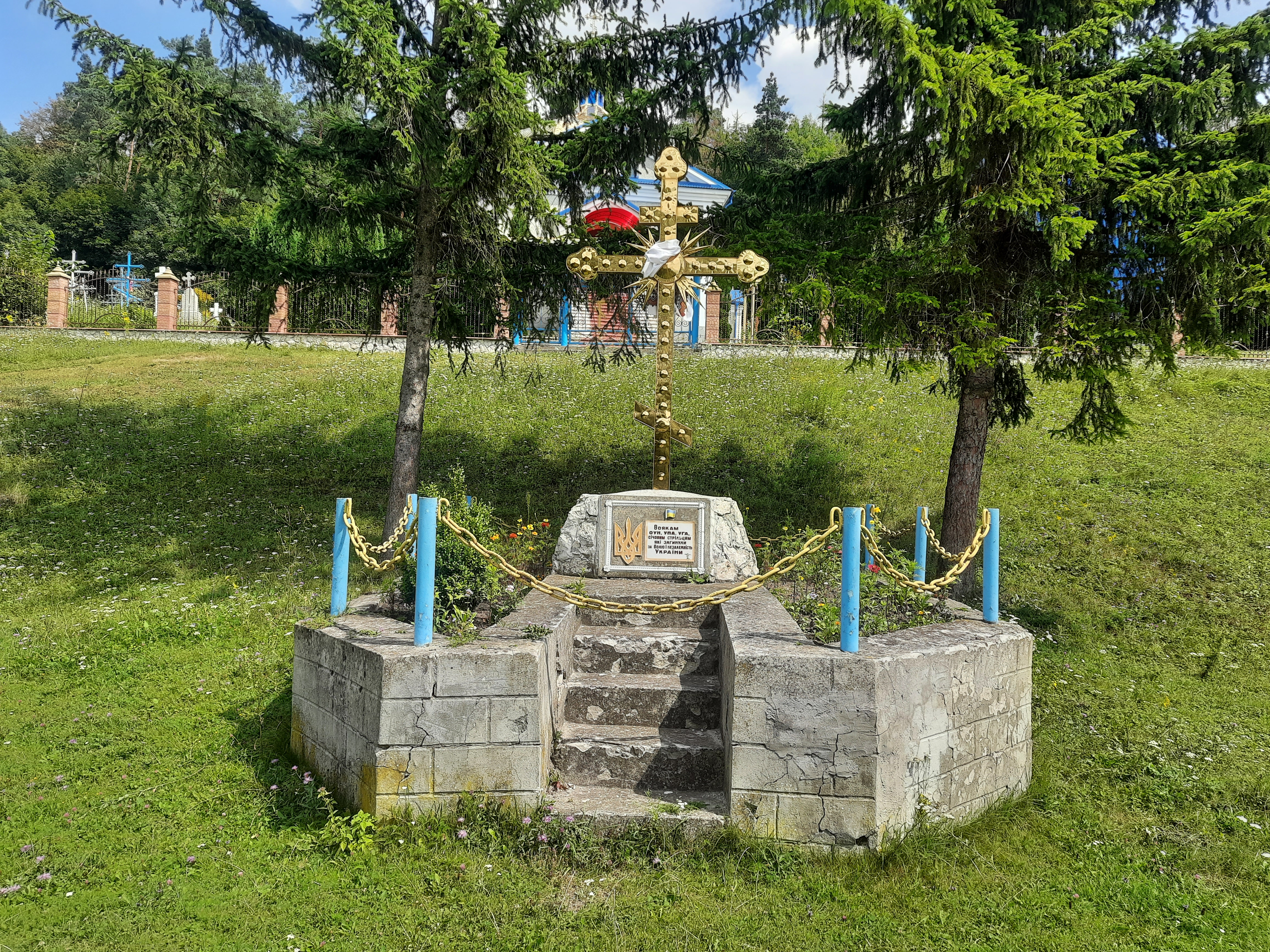
Пам'ятний знак Борцям за волю України
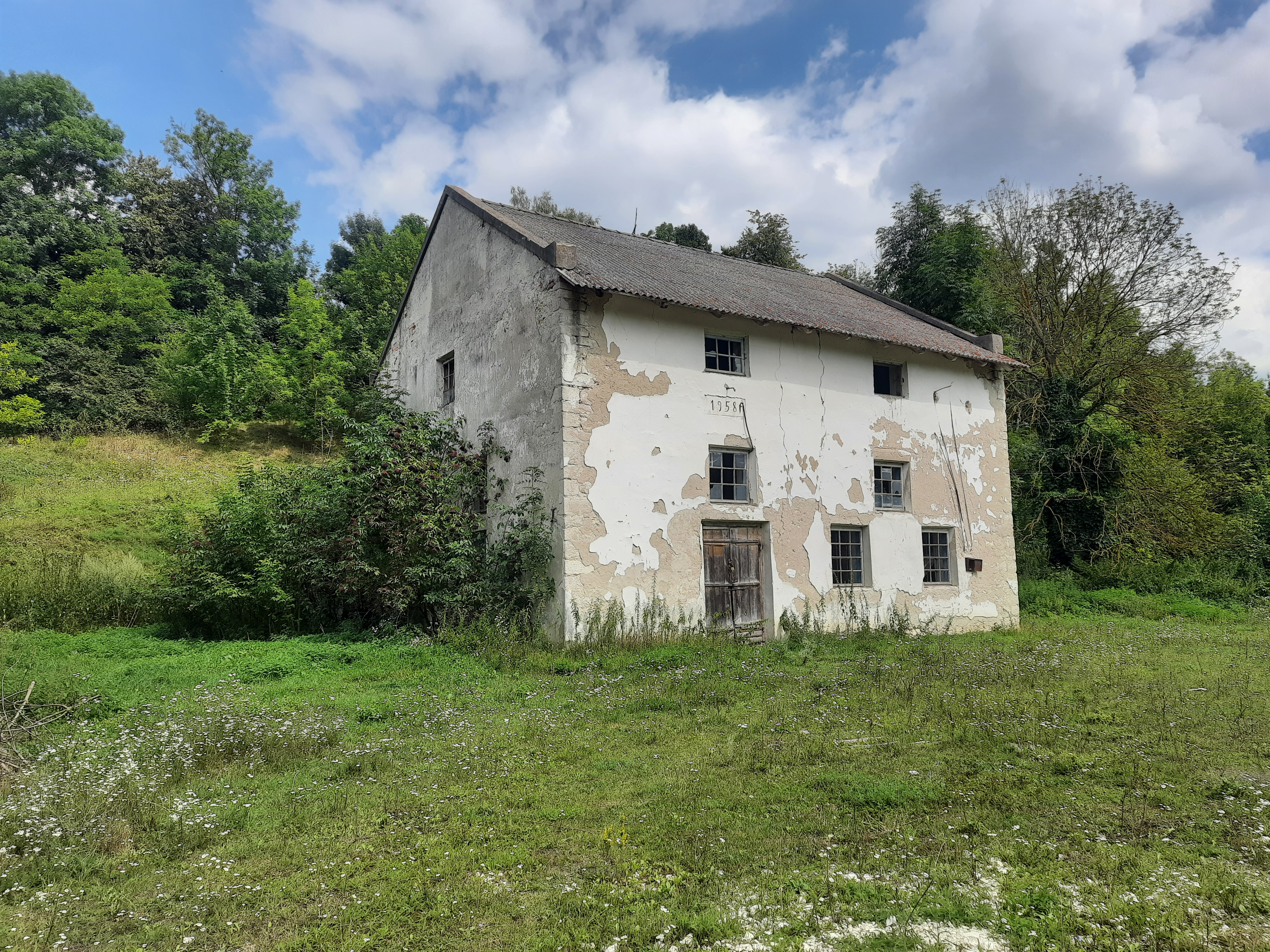
Млин
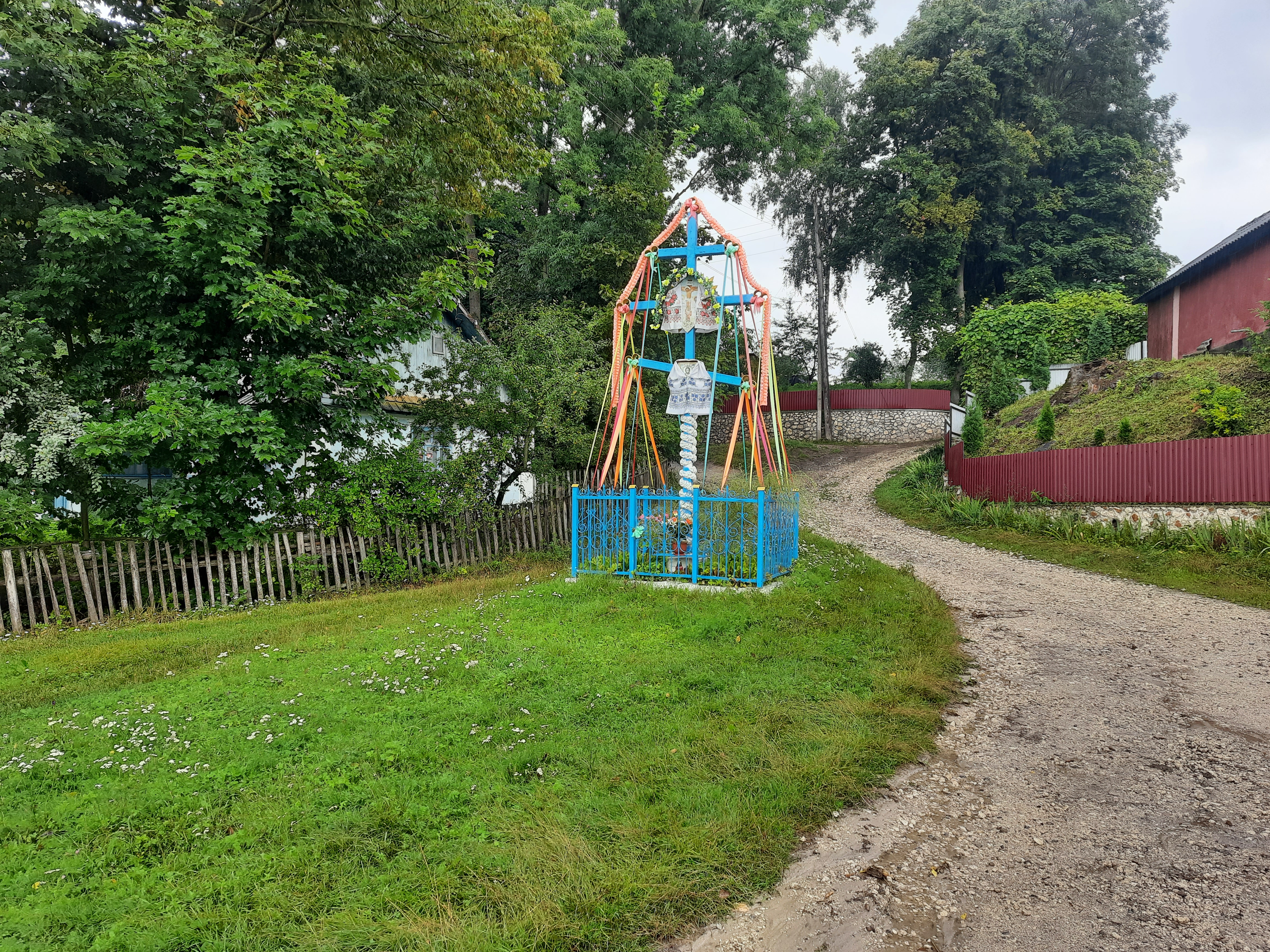
Пам'ятний хрест
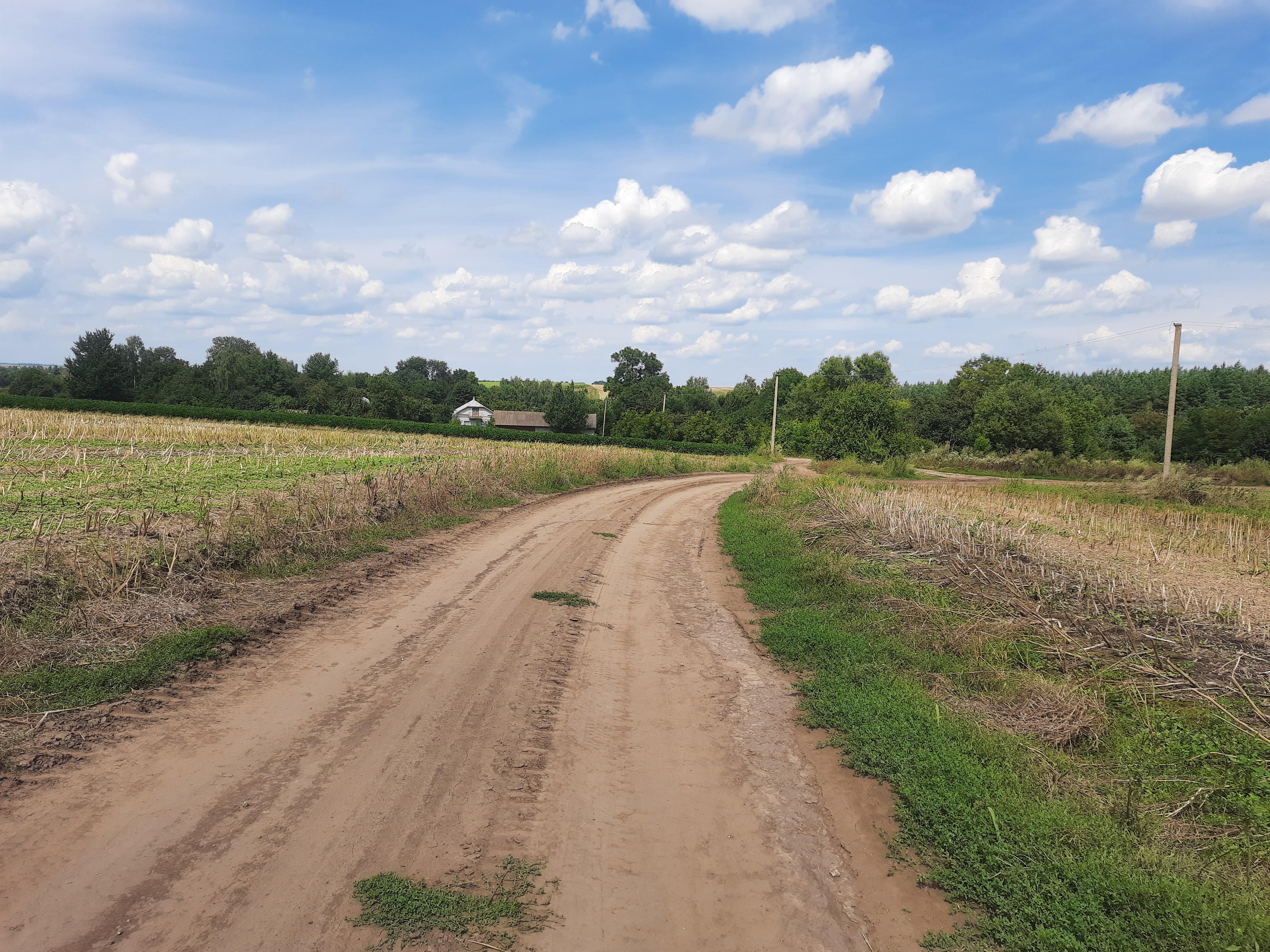
Околиця села